# 南京人化石地点
南京人化石地点是南京猿人的发现地，位于中国江苏省南京市东郊，江宁区汤山街道雷公山葫芦洞。
1993年3月13日，当地在对汤山溶洞进行旅游开发期间，在洞南侧下方的小洞内挖掘出一具人类颅骨化石。4月17日，南京市博物馆的专业人员清理农民挖出的动物化石时，又发现一具人类颅骨化石。同年12月10日起至次年1月16日，由吕遵谔领队，对发现两具颅骨化石的葫芦洞小洞进行了发掘，1月8日在小洞东南角的化石层下部发现了一枚人类牙齿化石。